# Cité de la mode et du design

Cité de la mode et du design

Das Cité de la mode et du design (Stadt der Mode und des Designs) ist ein Gebäude auf dem Gelände des ehemaligen Gemischtwarenladens am Quai d’Austerlitz im 13. Arrondissement von Paris, Frankreich. Die Eröffnung war ursprünglich für Anfang 2008 geplant und fand 2010 statt.
Das IFM Paris (Französisches Modeinstitut) ist seit 2008 in dem Gebäude untergebracht. Art Ludique, ein Museum für zeitgenössische Kunst in den Bereichen Comic, Manga, Film, Live-Animation und Videospiele, befand sich ebenfalls im Gebäude, wurde jedoch 2019 geschlossen.
Die von den Architekten Jakob + MacFarlane entworfene Cité de la Mode et du Design liegt an der Seine zwischen dem Bahnhof Paris-Austerlitz und der Bibliothèque nationale de France und ist mit ihrer Architektur eines der markantesten zeitgenössischen Wahrzeichen von Paris.